# Yaşar (Sänger)
Mehmet Yaşar Günaçgün (* 5. April 1970 in Adana), auch bekannt unter seinem Künstlernamen Yaşar, ist ein türkischer Popmusiker.

## Karriere
Seine Musikkarriere begann im Jahr 1996 mit der Single Divane und dem gleichnamigen Debütalbum. In seiner bisherigen Musiklaufbahn machte er mit weiteren zahlreichen Hits wie Kumralım, Birtanem, Ebruli, Seni Severdim oder Nara auf sich aufmerksam.

## Diskografie

### Alben
- 1996: Divane
- 1998: Esirinim
- 2001: Masal
- 2003: Sevdiğim Şarkılar
- 2005: Hatırla
- 2007: Sevda Sinemalarda
- 2010: Eski Yazlar
- 2013: Cadde
- 2017: Şehir Yalnızlığı
- 2024: Deniz Şarkıları (Konzeptalbum)

### Remixalben
- 1997: Divane Remixes
- 2002: Masal Remixes
- 2003: Sevdiğim Şarkılar Remixes
- 2011: Eski Yazlar Revised

### Kompilationen
- 2008: Dem

### Singles
| - 1996: Divane - 1996: Birtanem - 1996: Kumralım - 1996: Kör Bıçak - 1997: Gel Benimle - 1997: O'nun Vedası - 1998: Kuşlar - 1999: Sebepsiz Fırtına - 1999: Şarkılar Güzelse Hala - 1999: Onbir Ay - 2000: Selam Aleyküm (mit Yeşim Salkım, Original: Alabina – Salam, La Paz Al Final) - 2000: Bu İş Çok Zor Yonca - 2001: İşte Öyle Bir Şey - 2001: Acıtmıyor Sevdan - 2002: Aldanırım - 2003: Vakit Yok Gemi Kalkıyor - 2004: Umut Dolu Tebessüm - 2004: Ara Beni Yar - 2005: Hatırla - 2005: Beni Koyup Gitme - 2006: Hayırdır İnşallah - 2007: Sevda Sinemalarda - 2007: Başımda Sevdan - 2007: Kayıkçı - 2007: Ebruli - 2008: Rüzgar Gülü - 2008: Şarkı Halinde Kal - 2008: Gençlik Marşı (Dağ Başını Duman Almış) - 2008: İlk ve Son Aşkım Sen Olacaksın (mit Ayla Dikmen) - 2009: Seni Severdim (mit Yulduz Usmonova, Original: Despina Vandi – Thelo Na Se Do) - 2010: Yüreğimi Kaybettim - 2010: Denizin Tuzu - 2011: Az Bana Gönder - 2011: Kör Bıçak (mit Koz) | - 2012: Yorgun Gözler - 2012: Maskeli Balo (mit Emir Ersoy) - 2012: Kimse Bilmez (mit Kürşat Başar) - 2012: Batsın Bu Dünya (als Teil des Chors) - 2013: Beni Benimle Bırak (mit Ayça Varlıer) - 2013: Gitme Sana Muhtacım (mit Ayhan Günyıl) - 2013: Firari - 2013: Yine Yeniden - 2013: Anlatamıyorum - 2014: Gözlerinde Sabah - 2015: Cadde - 2015: Sen Daha Dur - 2015: Vur Vur (mit Yulduz Usmonova) - 2016: Kalbimin Efendisi (mit Ebru Cündübeyoğlu) - 2016: Haketmedim Ayrılığı (mit Harun Kolçak) - 2016: Gel Gel (mit Cüneyt Tek) - 2016: Gün Olur - 2017: Nara - 2018: Aşk Bozumu - 2018: Ya Seninle Ya Sensiz - 2018: Gibi Gibiyim - 2020: Söyle Canım - 2021: Peki Ya Şimdi (mit Daniska) - 2022: Küller Alevlenmeye Başladı - 2022: Camları Tükenmez Pencerelerin - 2022: Harmandalı - 2022: Var Mı? (mit Barbaros) - 2023: Deli Mavi (Söz ve Seda Akay) (mit Zerrin Özer, Yeşim Salkım & Hazal) - 2023: Dönemem - 2024: Akdeniz Geceleri (mit Bora Öztoprak) - 2024: Nerdesin (mit Ayşen) - 2024: Merhaba - 2025: Bir Selamlık Yerdeyim - 2025: Bu Gece İstanbul'da (mit Kaan Öztürk) |

Quelle:

### Gastauftritte
- 2000: Hep Yanındayım (von Bengü – Hintergrundstimme)
- 2000: Ay Benim Aklım (von Yeşim Vatan – Hintergrundstimme)
- 2002: Allah’tan Kork (von Arto – Hintergrundstimme)
- 2003: Beni Bırakma (von Soner Arıca – Hintergrundstimme)
- 2018: Beşinci Mevsim (von Yonca Lodi & Murat Güneş – im Musikvideo)

## Filmografie
Filme
- 2000: Kimse Beni Sevmiyor

Serien
- 2010: Yahşi Cazibe

## Auszeichnungen
- 1997: Kral Türkiye Müzik Award in der Kategorie Bester Newcomer